# Клубная мания
«Клубная мания» (англ. Party Monster, дословно «Монстр вечеринки») — основанная на реальных событиях трагикомедия, повествующая о восходе и закате печально известного нью-йоркского организатора клубных вечеринок Майкла Элига. В роли наркозависимого «Короля Клубных Деток» снялся ставший кинозвездой в детском возрасте Маколей Калкин.
За основу фильма взят роман Джеймса Сент-Джеймса «Кровавая дискобаня».

## Сюжет
Изгой из небольшого городка, Майкл Элиг, переехавший в Нью-Йорк, изучает аспекты клубного движения, в чём ему помогают Джеймс Сент-Джеймс и Питер Гейшн. Очень быстро Элиг становится ярчайшим организатором вечеринок в Нью-Йорке. Но жизнь Майкла выходит из-под контроля по причине его наркозависимости, что приводит к соучастию Майкла в убийстве Энжела Мелендеса.

## В ролях
| Актёр          | Роль                    |
| -------------- | ----------------------- |
| Маколей Калкин | Майкл Элиг              |
| Сет Грин       | Джеймс Сент-Джеймс      |
| Мэрилин Мэнсон | Кристина                |
| Миа Киршнер    | Наташа                  |
| Уилсон Крус    | Андре «Анхель» Мелендес |
| Хлоя Севиньи   | Гитси                   |
| Наташа Лионн   | Брук                    |